# Branko Oblak
Branko „Brane” Oblak (ur. 27 maja 1947 w Lublanie) – słoweński piłkarz mający za sobą występy w reprezentacji Jugosławii, grający na pozycji pomocnika. Po zakończeniu kariery piłkarskiej został znanym w Europie trenerem.

## Kariera klubowa
Oblak urodził się w stolicy Słowenii, Lublanie, i tam zaczynał piłkarską karierę w małym klubie o nazwie Svoboda Lublana. W 1965 roku jako 18-latek przeszedł do najbardziej znanego klubu w Lublanie, Olimpiji. W pierwszym zespole zadebiutował 20 maja 1966 roku w Belgradzie, gdy po jego dwóch bramkach Olimpija pokonała tamtejszy FK Partizan 2:1. W Olimpiji Oblak grał przez 8 sezonów, podczas których zdobył 33 bramki w 181 meczach. Największe sukcesy osiągnięte z tym zespołem to finał Pucharu Jugosławii w 1970 roku. Najwyższe miejsce, jakie Olimpija z Oblakiem w składzie zajęła w jugosłowiańskiej lidze to 7. w 1971 roku i 8. w 1966.
W 1973 roku Oblak przeszedł do silniejszego i bardziej utytułowanego klubu, Hajduka Split. Przez 2 sezony gry Branko doprowadził ten klub do największych sukcesów w historii, zdobywając z nim dwa mistrzostwa Jugosławii i dwa krajowe puchary. W 1975 gwiazdą Hajduka zainteresowała się cała piłkarska Europa i Oblak podpisał kontrakt z niemieckim Schalke 04 Gelsenkirchen. W Bundeslidze zadebiutował 25 października w przegranym 2:3 wyjazdowym meczu z KFC Uerdingen. W pierwszym sezonie gry zajął ze Schalke 6. miejsce, natomiast w kolejnym (1976/1977) wywalczył wicemistrzostwo RFN. Latem 1977 Oblak wzmocnił słynny Bayern Monachium. Przez pierwsze dwa sezony nie odnosił z bawarskim klubem sukcesów, ale w trzecim (1979/1980) wywalczył z Bayernem tytuł mistrza kraju. Po przygodzie z Bayernem Oblak grał jeszcze przez kilka lat w HNK Šibenik i amatorskim klubie z Austrii SV Spittal, a w 1985 zakończył piłkarską karierę.

## Kariera reprezentacyjna
W reprezentacji Jugosławii Oblak zadebiutował 21 kwietnia 1971 roku w przegranym 0:1 meczu z reprezentacją Rumunii. W 1972 wielkim honorem dla Oblaka był występ w pożegnalnym meczu Pelé w Rio de Janeiro. W 1974 Branko został powołany do kadry na Mistrzostwa Świata w RFN i wraz z Danilo Popivodą stał się pierwszym Słoweńcem, który wystąpił na mistrzostwach świata. Na boiskach RFN rozegrał 5 meczów dla swojej reprezentacji będąc jej podstawowym zawodnikiem i zdobył jednego gola w rekordowym zwycięstwie 9:0 z Zairem. W finałach grał na tyle dobrze, że został wybrany do najlepszej jedenastki mistrzostw wśród pomocników. Kolejną wielką imprezą, na której wystąpił Oblak były Mistrzostwa Europy w 1976 odbywające się w ojczyźnie Branko. Szczególnie zapamiętano go podczas półfinałowego meczu z RFN, gdy zaliczył świetną asystę przy pierwszym golu Pipivody dla Jugosłowian. Jednak Jugosławia przegrała to spotkanie 2:4 po dogrywce, a w meczu o 3. miejsce nie sprostała Holandii i ostatecznie zajęła 4. miejsce w Europie. Ostatni mecz w kadrze Oblak rozegrał 8 maja 1977 roku w przegranym 0:2 meczu z Rumunią rozegranym w ramach kwalifikacji do Mistrzostw Świata 1978. Ogółem w jugosłowiańskiej kadrze rozegrał 46 meczów i zdobył 6 bramek.

## Kariera trenerska
Po zakończeniu piłkarskiej kariery Oblak został trenerem. Początkowo trenował kluby słoweńskie takie jak: NK Naklo, ND Črnuče, Olimpija Lublana, Rudar Velenje, NK Koper i ponownie Olimpija. W lutym 2004 został trenerem młodzieżowej reprezentacji Słowenii. Długo jednak nie pracował na tym stanowisku. W maju tego samego roku z funkcji szkoleniowca pierwszej reprezentacji zwolniono Bojana Prašnikara i 24 maja zatrudniono Oblaka. Po serii słabych wyników Oblak zrezygnował z funkcji pod koniec 2006 roku i został zastąpiony przez Matjaža Keka.

## Ciekawostki
- Podczas obchodów 50-lecia istnienia UEFA w 2003, federacja ta przeprowadziła ankietę, mającą na celu wyłonienie najlepszych piłkarzy z danych krajów w niej zrzeszonych. Jako najlepszego piłkarza w historii Słowenii wybrano Branko Oblaka, który „wygrał” z takimi zawodnikami jak Zlatko Zahovič czy Srečko Katanec.